# 모브 사이코 100
《모브 사이코 100》(일본어: モブサイコ100 모부 사이코 햐쿠[*])는 ONE이 그린 일본의 만화작품이다. 2014년 4월 18일부터 웹코믹 제공사이트 《우라 선데이》에서, 2014년 12월부터 코믹 어플리케이션 《망가원》에서 연재되었다. 2017년 12월 완결되었다. 쇼가쿠간을 통해 총 16권 단행본이 출간되었다. 이야기는 모브라는 별칭을 가진 카게야마 시게오를 중심으로 전개되며, 강한 초능력을 가졌으면서 소소한 행복을 추구하는 시게오가 맞닥뜨리는 일들을 그려냈다.
2016년 7월 13일 시점에서 코믹스의 누계 발행 부수가 120만 부를 돌파하였다. 2016년 7월부터 TV 애니메이션이 방송 개시되었다. 본즈가 제작하였으며 1기는 2016년 7월에서 9월까지 방송되었다. 2기는 2019년 1월에서 4월까지 방송되었다. 3기가 2022년 10월부터 12월까지 방송되었다.
북미에서는 다크 호스 코믹스에서 라이선스를 취득하여 2018년부터 영어단행본을 출간하였다. 한편 애니메이션 쪽은 크런치롤에서 취득하여 2016년 12월 뱅 줌! 엔터테인먼트에서 영어 더빙을 담당하여 스트리밍하였으며 2018년 10월부터 어덜트 스윔 투나미를 통해 방송되었다.
2018년 1월 19일 미명(18일 심야)부터 테레비 도쿄의 목드라 25를 통해 텔레비전 드라마화되어 방송되었다(텔레비전 방송에 선행하여 1월 12부터 넷플릭스에서 스트리밍 개시). 같은 해 외전격 만화 《레이겐》이 《망가원》을 통해 공개되었다.
2017년 1월 23일 제62회 쇼가쿠칸 만화상(소년향 부문)을 수상. 본작의 애니메이션은 2010년대 최고의 애니메이션 중 하나로 손꼽히고 있다.

## 줄거리
주인공인 모브 즉 카게야마 시게오(影山茂夫)는 스승인 레이겐 아라타카(霊幻新隆) 아래서 제령 아르바이트를 하고 있는 초능력자로 중학교 2학년생이다. 다만 특별한 힘은 살아가는 데 불필요하다고 생각되어 주목되는 일 없이 소박한 삶을 살아가고 있다. 공부도 스포츠도 못하며, 사람들과의 교제에도 서투른 시게오였으나, 그런 자신을 바꾸고자 뇌감전파부(脳感電波部)의 권유를 물리치고 육체개조부(肉体改造部)에 입부하는 것으로 이야기는 시작된다.
(웃음) 편 [-1권 제8화]
어떻게 하면 좋아하는 아이가 자신을 돌아봐줄 수 있을지 고민하던 모브는 어느 날 수상한 종교단체 '(웃음)'의 권유에 걸려들고 만다. 안내받은 집회소에서는 교주 에쿠보(エクボ)가 그를 맞이했으며, 마침 그 자리에는 클래스메이트인 신문부 부원 메자토(米里) 역시 있어 모브는 파란 속으로 휘말리게 된다.
번장 편 [1권 제9화-3권 제19화]
모브가 다니는 시오 중학교의 번장(番長) 오니가와라(鬼瓦)는 쿠로즈 중학교의 뒷번장(裏番長) 테루(テル)와의 대결에서 패배한다. 패배한 채로는 있을 수 없었던 오니가와라는 육체개조부와 테루가 싸움을 붙도록 뒷공작을 꾸민다. 이윽고 오니가와라의 생각대로 쿠로즈 중학교의 교정에서 테루, 오니가와라, 육체개조부(와 모브)가 같은 장소에서 만나지만, 테루는 초능력자였던지라 육체개조부는 어떻게 손쓸 도리도 없이 일망타진당하고 만다. 그리고 두 명의 초능력 소년, 모브와 테루는 각자의 신념을 갖고 싸움에 임한다.
리츠 편 [3권 제20화-4권 제33화]
모브의 남동생 리츠(律)는 성적우수, 소프츠 만능의 우등생이지만, 형과는 다르게 초능력을 일절 사용하지 못한다. 학생회장 카무라(神室)와 각성 라보(覚醒ラボ)의 사람들과 교제하는 가운데 깊은 마음속에서 쌓아두고 있던 형의 강대한 힘에 대한 공포와 열등감이 부풀어올라 여유를 앗아간다. 그리고 강한 스트레스를 이겨내지 못하고 초능력에 눈뜬 리츠는 흉계를 꾸미는 에쿠보에 이용당하면서 자신을 변화시켜나간다.
손톱 제7지부 편 [4권 제34화-6권 제50화]
모브의 신변에 수상쩍은 어른 초능력자의 그림자가 아른거린다. 이들은 초능력자에 의한 세계정복을 꾀하는 테러조직 '손톱(爪)'의 구성원이었다. 이들에게 납치당한 리츠를 되찾아오기 위해 모브는 에쿠보, 테루와 '손톱'의 아지트 중 하나인 제7지부에 쳐들어간다.
화이티 편 [6권 제51화-7권 제58화]
모브가 아르바이트를 하고 있는 영 등등 상담소(霊とか相談所)에 여러 가지 의뢰가 날아들어온다. 도시전설이나 악령퇴치 따위를 레이겐과 함께 해치우는 가운데 상담소의 평판이 조금씩 널리 알려지기 시작한다. 그런 가운데 모브는 나름대로 이모저모를 생각하고 마음을 성장시켜나간다.
모가미 편 [7권 제59화-9권 제67화]
실력이 확실한 영능력자로서 자산가 아사기리(浅桐)의 자택에 초대를 받은 레이겐과 모브. 그곳에서는 무언가에 씌인 딸 미노리(みのり)가 구속, 감금되어 있었다. 그녀를 구하는 사람에게는 특별한 보수가 주어진다고 하여 열정을 불태우는 레이겐이었으나 그녀에 씌인 무언가는 보통 악령이 아니었으며, 누구의 손으로도 감당할 수 없었다. 그것은 과거 전성기의 에쿠보를 압도하는 세기의 영능력자 모가미(最上)가 영락한 끝에 도달한 대악령이었다.
레이겐 편 [9권 제68화-9권 제73화]
육체개조부에서의 노력과 뇌감전파부와의 교류로 인하여 조금씩 성장하여 자신에 자신감을 가지게 된 모브는 레이겐으로부터 그것을 부정당하는 듯한 냉혹한 질책을 받고 처음으로 레이겐에게 반발하여 거리를 두게 된다. 혼자가 된 레이겐은 꺼림직한 게 가셨다는 듯 지금까지 이상으로 상담소의 일에 몰두한다. 영업의 보람이 있어 지명도를 높인 레이겐의 앞으로 텔레비전 출연의 오퍼가 들어오지만, 거기에는 레이겐에 원한을 품은 일륜영능연합회 회장 죠도 키린(浄堂麒麟)이 깔아놓은 덫이 있었다.
'손톱' 편 [9권 제74화-12권 90화]
드디어 세계정복을 향한 작전을 개시한 '손톱'의 보스 스즈키 토이치로(鈴木統一郎). 그 야망을 꺾고자 모브와 레이겐, 에쿠보, 테루, 리츠, 토이치로의 외동아들 쇼우(ショウ), 제7지부 전 간부들, 일본정부의 에스퍼들이 일제히 들고일어선다. 그들의 앞을 수백명 단위의 초능력자와, 스즈키의 호위를 맡은 '손톱' 굴지의 5인의 실력자 5초(5超)가 가로막아선다.
신수 편 [13권 제91화-14권 제97화]
토이치로와 모브의 장절한 싸움의 결착으로서 쵸미 시에 나타난 거대한 브로콜리. 모브의 허상을 좇아 교주가 부재한 채로 확대해온 사이코헬멧교는 브로콜리를 신수로 숭배하며 부자연스럽게 신자를 늘려가지만, 배후에는 신이 되고자 하는 에쿠보의 음모가 있었다.
뇌감전파부 편 [15권 제98화]
2학기가 끝나고 졸업이 다가온 뇌감전파부의 부장 쿠라타 토메(暗田トメ)는 지금까지 아무런 활동을 하지 않았던 것에 초조함을 느끼고 부원들에게 추억을 만들자는 제안을 하지만, 부원들에게 자신의 진지함이 전혀 전해지지 않음에 실망하여 부의 해산을 명한다. 토메를 위하여 추억 만들기를 하기로 한 부원들은 모브에게 텔레파시로 우주인과 교신하기 위하여 협력을 요청해온다. 거기에 과거 폐부의 계기를 만들었던 전 뇌전부 멤버 타케나카(竹中)가 나타난다.
모브 편 [15권 제99화-16권 제101화]
겨울방학이 끝나고 소꿉친구이자 짝사랑하는 타카네 츠보미(高嶺ツボミ)가 다음달 이사를 간다는 소식을 들은 모브는, 친구들과 상담하여 고백을 결의한다. 그러나 츠보미와 만나기로 한 장소에 향하는 도중 고양이와 어린이를 감싸다 차에 치이고 만다. 중상을 입은 나머지 정신을 잃어버린 모브였으나, 모브의 안에서 ???%가 각성하여 폭주상태에 들어간다. 친구들에게 저지되면서도 지진이나 폭풍을 일으키며 주위의 모든 것을 파괴하면서도 츠보미와 약속한 장소에 향한다. 모브는 자신을 멈추기 위해 정신세계의 ???%와 서로의 신념을 맞부딪친다.

## 등장인물

### 주연
카게야마 시게오 (일본어: 影山 茂夫) 
레이겐 아라타카 (일본어: 霊幻 新隆) 
에쿠보 (일본어: エクボ) 
카게야마 리츠 (일본어: 影山 律) 
하나자와 테루키 (일본어: 花沢 輝気) 

### 시오 중학교
쵸미 시에 소재한 중학교.
타카네 츠보미 (일본어: 高嶺 ツボミ) 
성우 - 사타케 우키
시오 중학교의 학생으로 2학년. 모브와는 소꿉친구 관계다. 운동을 잘하는 남자를 좋아하며, 이성으로서 모브는 거들떠보지도 않는 것 같지만, 전혀 상대하지 않는 것도 아니다. 원작과 애니메이션에서 캐릭터 디자인이 상당히 다르다.
메자토 이치 (일본어: 米里 イチ) 
성우 - 후지무라 아유미
시오 중학교의 학생으로 2학년 1반. 신문부원. 항상 디지털 카메라를 들고 다니며 특종을 찾고 있다. 위험한 장소에도 단신으로 들어가는 행동력과 왕성한 호기심의 소유자. 모브의 초능력에 흥미를 가지고, 그 비밀을 파헤치겠다며 벼르고 있다. 모브를 숭배하는 자들이 모여서 만든 '사이코 헬멧교'와도 접촉하고 있다.
쿠라타 토메 (일본어: 暗田トメ) 
성우 - 타네자키 아츠미
시오 중학교의 학생으로 3학년 5반. 뇌감전파부의 부장. 뇌감전파부가 부원 미달로 폐부 위기에 처하자, 모브를 설득하여 입부시키려고 했지만 모브는 육체개조부에 입부한다. 모브의 초능력을 보고, 초능력자를 찾아 나서고 있다.
고다 무사시 (일본어: 郷田 武蔵) 
성우 - 세키 토시히코
시오 중학교의 학생으로 3학년 3반. 육체개조부의 부장. 중학생 답지 않게 육체를 단련하고 있다. 딱딱한 겉과 무뚝뚝한 말투와 달리 친절과 기개가 그윽하다. 부원들도 잘 돌봐주는 좋은 성격이지만 성적은 그리 좋지 않다. 훈련에 전혀 따라와주지 않는 모브에게도 그 노력과 근성을 인정하고 "부의 소중한 일원"이라고 인정했으며, 잡혀간 모브를 돕기 위해 부원 전체를 이끌고 쿠로츠 중학교에서 가서 불량배들을 몰아냈다. 이후, 오니가와라와의 교우 관계를 돈독히 했고, 학생회 회장의 모함에도 오니가와라의 무죄를 굳게 믿었다.
오니가와라 텐가 (일본어: 鬼瓦 天牙) 
성우 - 호소야 요시마사
'귀신 텐가'라고 불리는 시오 중학교의 짱. 수업은 의외로 성실하게 받아서 무지각 무결석이다. 쿠로즈 중학교에 치고 들어가지만 테루의 초능력에 쓰러진다. 육체개조부를 이용해 테루를 쓰러뜨리기로 계획하지만, 역시 육체개조부도 당해낼 수 없었다. 테루를 이긴 소금중인 학생 '흰T 포이즌'을 소금중의 숨겨진 짱으로 만들기 위해 수색하고 있었지만, 그 와중에 리츠와 신지에 의해 여학생 리코더를 훔친 범인으로 몰려버린다. 반에서도 변태 취급을 받고 리츠와 신지의 교섭에 의해 불량배 동료들로부터 버림받아 완전히 고립하는 쓰라림을 당한다. 이후 자신을 되돌아보게 되었고, 유일한 결백을 믿어준 무사시와의 교류를 통해, 함께 근육 트레이닝에 힘쓰고 있다.

## 서지 정보
- ONE 《모브 사이코 100》 쇼가쿠칸 〈우라 선데이 코믹스〉, 전 16권
  1. 2012년 11월 16일 발매 ISBN 978-4-09-124102-3
  2. 2013년 2월 18일 발매 ISBN 978-4-09-124252-5
  3. 2013년 6월 18일 발매 ISBN 978-4-09-124338-6
  4. 2013년 7월 18일 발매 ISBN 978-4-09-124397-3
  5. 2013년 12월 18일 발매 ISBN 978-4-09-124543-4
  6. 2014년 5월 16일 발매 ISBN 978-4-09-124543-4
  7. 2014년 7월 18일 발매 ISBN 978-4-09-125129-9
  8. 2014년 10월 17일 발매 ISBN 978-4-09-125476-4
  9. 2015년 2월 12일 발매 ISBN 978-4-09-125748-2
  10. 2015년 8월 4일 발매 ISBN 978-4-09-126328-5
  11. 2015년 12월 4일 발매 ISBN 978-4-09-126676-7
  12. 2016년 6월 17일 발매 ISBN 978-4-09-127310-9
  13. 2016년 8월 19일 발매 ISBN 978-4-09-127373-4
  14. 2017년 4월 19일 발매 ISBN 978-4-09-127592-9
  15. 2017년 10월 19일 발매 ISBN 978-4-09-127819-7
  16. 2018년 7월 19일 발매 ISBN 978-4-09-128460-0

## TV 애니메이션
2016년 7월부터 9월까지 방영되었다.

### 스태프
|                                  | 제1기                                 | 제2기                                     | 제3기                                     |
| -------------------------------- | ------------------------------------- | ----------------------------------------- | ----------------------------------------- |
| 원작                             | ONE                                   | ONE                                       | ONE                                       |
| 총감독                           | -                                     | -                                         | 타치카와 유즈루                           |
| 감독                             | 타치카와 유즈루                       | 타치카와 유즈루                           | 하스이 타카히로                           |
| 시리즈 구성                      | 세코 히로시                           | 세코 히로시                               | 세코 히로시                               |
| 캐릭터 디자인 총작화 감독(제3기) | 카메다 요시미치                       | 카메다 요시미치                           | 카메다 요시미치                           |
| 미술 감독                        | 코노 료                               | 코노 료                                   | 코노 료                                   |
| 색채 설계                        | 나카야마 시호코                       | 나카야마 시호코                           | 나카야마 시호코                           |
| 촬영 감독                        | 후루모토 마유코                       | 후루모토 마유코                           | 후루모토 마유코                           |
| 편집                             | 히로세 키요시                         | 히로세 키요시                             | 히로세 키요시                             |
| 음향 감독                        | 와카바야시 카즈히로                   | 와카바야시 카즈히로                       | 와카바야시 카즈히로                       |
| 음악                             | 카와이 켄지                           | 카와이 켄지                               | 카와이 켄지                               |
| 프로듀서                         | 마츠다 아키오, 오기스 히로츠구        | 마츠다 아키오, 오기스 히로츠구            | 마츠다 아키오, 오기스 히로츠구            |
| 프로듀서                         | 나가노 유키, 후쿠다 준, 이토 유키히로 | 콘도 슈호, 미나미 마사히코, 오오모리 신지 | 콘도 슈호, 미나미 마사히코, 오오모리 신지 |
| 프로듀서                         | 나가노 유키, 후쿠다 준, 이토 유키히로 | 미야기 소지                               | 오자와 후미히로, 우에노 유스케            |
| 라인 프로듀서                    | -                                     | 이즈카 미치코                             | 사이토 타츠야                             |
| 애니메이션 제작                  | 본즈                                  | 본즈                                      | 본즈                                      |
| 제작                             | 모브 사이코 100 제작위원회            | 모브 사이코 100 II 제작위원회             | 모브 사이코 100 III 제작위원회            |

### 주제가
1기
오프닝 테마 「99」
작사・작곡 - 사사키 쥰이치 / 편곡 - 마에구치 와타루 / 노래 - MOB CHIOR
엔딩 테마 「リフレインボーイ」(리플레인 보이)
작사・작곡 - Hirokazu Ebata / 편곡 - ALL OFF, Hirokazu Ebata / 노래 - ALL OFF
2기
오프닝 테마
「99.9」
작사・작곡 - 와타나베 쇼 / 편곡 - 키타니 타츠야 / 노래 - ajou no hana노래 - MOB CHOIR feat.Sajou no hana
엔딩 테마
「グレイ」(그레이) (1화, 7화)
「メモセピア」(메모세피아) (2~4화, 6화, 8~12화)
작사・작곡 - 와타나베 쇼 / 편곡 - 키타니 타츠야 / 노래 - ajou no hana
「目蓋の裏」(눈꺼풀의 뒷면) (5화)
작사・작곡 - 와타나베 쇼 / 편곡 - 키타니 타츠야 / 노래 - ajou no hana
「いきるひとびと」(살아가는 사람들) (13화, 특별편)
작사・작곡・편곡 - 키타니 타츠야 / 노래 - sajou no hana
삽입곡 「脳感メルヘン♡ 」 (6화)
작사 - 쿠마노 키요미 / 작곡 - sai_renji / 편곡 - 사사키 히로시 / 노래 - 쿠라타 토메(타네자키 아츠미) with 이누카와(야마시타 세이이치로)
3기
오프닝 테마 「1」
작사 - 무츠미 스미요 / 작곡・편곡 - 마에구치 와타루 / 노래 - MOB CHOIR
엔딩 테마
「コバルト」(코발트)
작사 - 무츠미 스미요 / 작곡 - amazuti / 편곡 - 와타나베 타쿠야 / 노래 - MOB CHOIR
「Exist」 (4화, 6화)
작사 - 무츠미 스미요 / 작곡・편곡 - 마에구치 와타루 / 노래 - MOB CHOIR

### 각화 리스트
| 화수 | 원어 부제                                            | 번역 부제                                                     | 각본            | 그림 콘티                                     | 연출                          | 작화 감독 | 엔드 카드       |
| ---- | ---------------------------------------------------- | ------------------------------------------------------------- | --------------- | --------------------------------------------- | ----------------------------- | --- | --------------- |
| 1기  |                                                      |                                                               |                 |                                               |                               | |                 |
| 001  | 自称霊能力者・霊幻新隆〜とモブ〜                     | 자칭 영능력자・레이겐 아라타카〜와 모브〜                     | 세코 히로시     | 타치카와 유즈루(立川譲)                       | 타치카와 유즈루(立川譲)       | 카메다 요시미치(亀田祥倫)                                                                                         | 이토 세츠오     |
| 002  | 青い春の疑問 ～脳感電波部登場～                      | 푸른 봄의 의문 〜뇌감전파부 등장〜                            | 세코 히로시     | 요네타니 요시토모 (米たにヨシトモ)            | 안자이 타케후미 (安斎剛文)    | 야마다 아유미(山田歩)                                                                                             | 타네자키 아츠미 |
| 003  | 集いへの誘い 〜簡単に言うとモテたい〜                | 모임에 초대 〜간단히 말해서 인기 있고 싶다〜                  | 세코 히로시     | 타치카와 유즈루                               | 시게하라 카츠야 (重原克也)    | 오다 고세이(小田剛生)                                                                                             | 사타케 우키     |
| 004  | 馬鹿オンリーイベント 〜同類〜                        | 바보 온리 이벤트 〜동류〜                                     | 세코 히로시     | 타치카와 유즈루                               | 오오타 토모아키 (太田知章)    | 모로유키 사라(もろゆき沙羅)                                                                                       | -               |
| 005  | OCHIMUSHA 〜超能力と僕〜                             | NAGOMUSA 〜초능력과 나〜                                      | 세코 히로시     | 후지사와 켄이치(藤澤研一)                     | 후지사와 켄이치(藤澤研一)     | 후지사와 켄이치(藤澤研一)                                                                                         | 마츠우라 소헤이 |
| 006  | 不調和 〜成るために〜                                | 부조화 〜이루기 위해〜                                        | 세코 히로시     | 안자이 타케후미                               | 안자이 타케후미               | 요시다 카나코(吉田奏子)                                                                                           | [ 주 4 ]        |
| 007  | 昂揚 〜喪失を手に入れた〜                            | 고양 〜상실을 손에 넣었다〜                                   | 세코 히로시     | 카와바다 타카시(川畑喬)                       | 카와바다 타카시(川畑喬)       | 사이토 에이코(斉藤英子) 야마다 아유미                                                                             | [ 주 4 ]        |
| 008  | 兄ペコ 〜破壊意思〜                                  | 형 꾸벅 〜파괴의사〜                                          | 세코 히로시     | 타치카와 유즈루 시게하라 카츠야               | 오야 유우지 (大矢雄嗣)        | 카메다 요시미치                                                                                                   | [ 주 4 ]        |
| 009  | “爪” 〜第7支部〜                                     | “손톱” 〜제7지부〜                                            | 세코 히로시     | 테라사키 카츠미 (寺東克己)                    | 카나모리 요우코 (金森陽子)    | 아나소 나오유키(浅野直之) 무라이 타카시(村井孝司)                                                                 | [ 주 4 ]        |
| 010  | 巨悪のオーラ 〜黒幕〜                                | 거악의 오오라 〜흑막〜                                        | 세코 히로시     | 코바야시 히로시 (小林寛0                      | 시게하라 카츠야               | 오다 고세이 토미타 메구미(富田恵美) 무토 노부히로(武藤信宏)                                                       | [ 주 4 ]        |
| 011  | 師匠 〜leader〜                                      | 스승 〜leader〜                                               | 세코 히로시     | 안자이 타케후미                               | 안자이 타케후미               | 요시다 카나코 사이토 에이코 아시타니 코헤이(芦谷耕平) 카메다 요시미치                                             | [ 주 4 ]        |
| 012  | モブと霊幻                                           | 모브와 레이겐                                                 | 세코 히로시     | 타치카와 유즈루                               | 타치카와 유즈루               | 카메다 요시미치 요시다 카나코                                                                                     |                 |
| OVA  | REIGEN 〜知られざる奇跡の霊能力者〜                  | REIGEN ~알려지지 않은 기적의 영능력자~                        | 세코 히로시     | 타치카와 유즈루                               | 시게하라 카츠야 오오야 유지   | 오가시와 나유미                                                                                                   |                 |
| 2기  |                                                      |                                                               |                 |                                               |                               | |                 |
| 001  | ビリビリ ~誰かが見てる~                              | 찌릿찌릿 ~누군가가 보고 있다~                                 | 세코 히로시     | 안자이 타케후미                               | 오오야 유지                   | 요시다 카나코 |                 |
| 002  | 都市伝説 ~噂との遭遇~                                | 도시전설 ~소문과의 조우~                                      | 세코 히로시     | 시게하라 카츠야                               | 시게하라 카츠야               | 카메다 요시미치                                                                                                   |                 |
| 003  | 重ねる危険 ~変質~                                    | 거듭되는 위험 ~변질~                                          | 세코 히로시     | 후지사와 켄이치                               | 후지사와 켄이치               | 오가사와라 신 |                 |
| 004  | 中身 ~悪霊~                                          | 알맹이 ~악령~                                                 | 세코 히로시     | 무카이 마사히로 타치카와 유즈루               | 미야케 쇼헤이                 | 우치다 나오토 |                 |
| 005  | 不和 ~選択~                                          | 불화 ~선택~                                                   | 세코 히로시     | 고 하쿠유                                     | 고 하쿠유                     | 고 하쿠유 |                 |
| 006  | 孤独なホワイティ                                     | 고독한 화이티                                                 | 타치카와 유즈루 | 안자이 타케후미                               | 하스이 타카히로               | 오가시와 나유미                                                                                                   |                 |
| 007  | 追い込み ~正体~                                      | 막판 ~정체~                                                   | 타치카와 유즈루 | 타치카와 유즈루                               | 토비타 츠요시                 | 카메다 요시미치                                                                                                   |                 |
| 008  | それでも ~前へ~                                      | 그래도 ~앞으로~                                               | 세코 히로시     | 오오야 유지                                   | 오오야 유지                   | 요시다 카나코 |                 |
| 009  | 見せてみろ ~集合~                                    | 보여봐라 ~집합~                                               | 세코 히로시     | 타케우치 히로시                               | 타케우치 히로시               | 타케우치 히로시                                                                                                   |                 |
| 010  | 衝突 ~パワー系~                                      | 충돌 ~파워계~                                                 | 세코 히로시     | 시게하라 카츠야                               | 시게하라 카츠야               | 우치다 나오토 나카무라 하야테                                                                                     |                 |
| 011  | 指導 ~感知能力者~                                    | 지도 ~감지능력자~                                             | 세코 히로시     | 츠치가미 이츠키                               | 츠치가미 이츠키               | 오가시와 나유미 요시다 카나코 카메다 요시미치                                                                     |                 |
| 012  | 社会復帰戦 ~友情~                                    | 사회복귀전 ~우정~                                             | 세코 히로시     | 타카하시 아츠시                               | 소네 토시유키 타치카와 유즈루 | 이시다 코지 (石田廣二) 후지마키 유이치                                                                            |                 |
| 013  | ボス戦 ~最後の光~                                    | 보스전 ~최후의 빛~                                            | 세코 히로시     | 사토 신지                                     | 오오야 유지 타치카와 유즈루   | 카메다 요시미치 요시다 카나코                                                                                     |                 |
| OVA  | 第一回霊とか相談所慰安旅行〜ココロ満たす癒やしの旅〜 | 제 1회 영 기타 등등 상담소 포상휴가 ~마음이 이끄는 힐링 여행~ | 세코 히로시     | 오오야 유지                                   | 오오야 유지                   | 나가사카 케이타 이시다 코지 우치다 나오토 나카무라 하야테                                                         |                 |
| 3기  |                                                      |                                                               |                 |                                               |                               | |                 |
| 001  | 将来 ～進路希望～                                    | 장래 ~진로희망~                                               | 세코 히로시     | 하스이 타카히로                               | 하스이 타카히로               | 니와 히로미 쿠리타 카나코                                                                                         |                 |
| 002  | 妖怪ハンター・天草晴明登場! ～百鬼の脅威!!～         | 요괴 헌터・아마쿠사 하루아키 등장! ~백귀의 위협!!~            | 세코 히로시     | 하스이 타카히로                               | 신도 요헤이                   | 라이즈칭 코다 토모키 사카모토 타츠노리                                                                            |                 |
| 003  | 調子に乗る ～１００％～                              | 우쭐해지다 ~100%~                                             | 세코 히로시     | 카미야 토모미                                 | 아베 마사미츠                 | 쿠리타 카나코 노마 치카코 오가시와 나유미                                                                         |                 |
| 004  | 神樹① ～教祖登場～                                   | 신수① ~교주 등장~                                             | 세코 히로시     | 우치다 나오토                                 | 우치다 나오토                 | 우치다 나오토 나카무라 하야테 사이토 에이코 니와 히로미                                                           |                 |
| 005  | 神樹② ～ピース～                                     | 신수② ~피스~                                                  | 세코 히로시     | 시게하라 카츠야                               | 시게하라 카츠야               | 라이즈칭 이토 히로타카                                                                                            |                 |
| 006  | 神樹③ ～エクボは～                                   | 신수③ ~에쿠보는~                                              | 세코 히로시     | 키소 유타                                     | 키소 유타                     | 카메다 요시미치 쿠리타 카나코                                                                                     |                 |
| 007  | 通信中① ～冬休み～                                   | 통신 중 ① ~겨울방학~                                          | 타치카와 유즈루 | 이토 신노스케                                 | 이토 신노스케                 | 니와 히로미 오가시와 나유미 사이토 에이코 라이즈칭 노마 치카코 하야세 마키코                                      |                 |
| 008  | 通信中② ～未知との遭遇～                             | 통신 중 ② ~미지와의 조우~                                     | 타치카와 유즈루 | 고 하쿠유                                     | 고 하쿠유                     | 고 하쿠유 |                 |
| 009  | モブ① ～引っ越し～                                   | 모브 ① ~이사~                                                 | 세코 히로시     | 야타베 토코                                   | 신도 요헤이                   | 후지마키 유이치 오가시와 나유미 사이토 에이코 코지마 에리 하야세 마키코                                           |                 |
| 010  | モブ② ～ライバル～                                   | 모브 ② ~라이벌~                                               | 세코 히로시     | 우치다 나오토 하스이 타카히로 타치카와 유즈루 | 이토 신노스케 우치다 나오토   | 쿠리타 카나코 니와 히로미 요시다 카나코 우치다 나오토 하야세 마키코                                               |                 |
| 011  | モブ③ ～トラウマ～                                   | 모브 ③ ~트라우마~                                             | 세코 히로시     | 시게하라 카츠야 키소 유타                     | 시게하라 카츠야               | 후지마키 유이치 라이즈칭 오가시와 나유미 사이토 에이코 하야세 마키코                                              |                 |
| 012  | 告白 ～これから～                                    | 고백 ~이제부터~                                               | 세코 히로시     | 하스이 타카히로                               | 하스이 타카히로               | 카메다 요시미치 니와 히로미 오가시와 나유미 후지마키 유이치 사이토 에이코 노마 치카코 하야세 마키코 쿠리타 카나코 |                 |

### BD / DVD
| 권 | 발매일           | 수록화          | 규격품번   | 규격품번   |
| 권 | 발매일           | 수록화          | BD 초회판  | DVD 초회판 |
| -- | ---------------- | --------------- | ---------- | ---------- |
| 1  | 2016년 9월 28일  | 제1화 - 제2화   | 1000620407 | 1000620413 |
| 2  | 2016년 10월 26일 | 제3화 - 제4화   | 1000620408 | 1000620414 |
| 3  | 2016년 11월 23일 | 제5화 - 제6화   | 1000620409 | 1000620415 |
| 4  | 2016년 12월 21일 | 제7화 - 제8화   | 1000620410 | 1000620416 |
| 5  | 2017년 1월 25일  | 제9화 - 제10화  | 1000620411 | 1000620417 |
| 6  | 2017년 2월 22일  | 제11화 - 제12화 | 1000620412 | 1000620418 |

## 텔레비전 드라마
TV 도쿄에서 신설 된 드라마 범위 모쿠드라 25(금요일 1:00 - 1:30)의 제4탄으로서 2018년 1월부터 방송.

### 등장인물
- 카게야마 시게오 (모브): 하마다 타츠오미

| TV 도쿄 모투드라 25          | TV 도쿄 모투드라 25               | TV 도쿄 모투드라 25 |
| 이전 작품                    | 작품명                            | 다음 작품           |
| ---------------------------- | --------------------------------- | ------------------- |
| Re:Mind (2017.10.20 - 12.29) | 모브 사이코 100 (2018.1.18 - 4.6) | -                   |

### 내용주
1. ↑  워너 브라더스 홈 엔터테인먼트, 본즈, THE KLOCKWORX, 하쿠호도 DY 뮤직 & 픽처스, BS후지
2. ↑  워너 브라더스 재팬, 본즈, THE KLOCKWORX, 하쿠호도 DY 뮤직 & 픽처스, 쇼가쿠칸, BS후지
3. ↑  워너 브라더스 재팬, 본즈, THE KLOCKWORX, 하쿠호도 DY 뮤직 & 픽처스, BS후지, 쇼가쿠칸, 쇼가쿠칸 슈에이샤 프로덕션
4. ↑  제7화 이후의 제공 백 일러스트는, 공식 사이트의 『일러스트 같은 거 수상자(イラストとか投稿所)』수상작으로 나온다.

### 참조주
1. ↑  “累計120万部突破!!『モブサイコ100』のTVアニメが放送!!”. 《쇼가쿠칸 코믹스》. 2016년 7월 13일. 2022년 3월 13일에 확인함.
2. ↑  “第62回（平成28年度）小学館漫画賞発表”. 小学館. 2017년 2월 2일에 원본 문서에서 보존된 문서. 2022년 3월 13일에 확인함.
3. ↑  “STAFF & CAST”. 《TV 애니 "모브 사이코 100 공식 사이트(제2기 공식 사이트)》. 2023년 2월 19일에 확인함.
4. ↑  “STAFF & CAST”. 《TV 애니 "모브 사이코 100 공식 사이트(제2기 "모브 사이코 100 II" 공식 사이트)》. 2023년 2월 19일에 확인함.
5. ↑  “STAFF&CAST（スタッフ&キャスト）”. 《TV 애니 "모브 사이코 100 공식 사이트(제3기 "모브 사이코 100 III" 공식 사이트)》. 2023년 2월 19일에 확인함.